# Храм Казанской иконы Божией Матери (Тольятти)

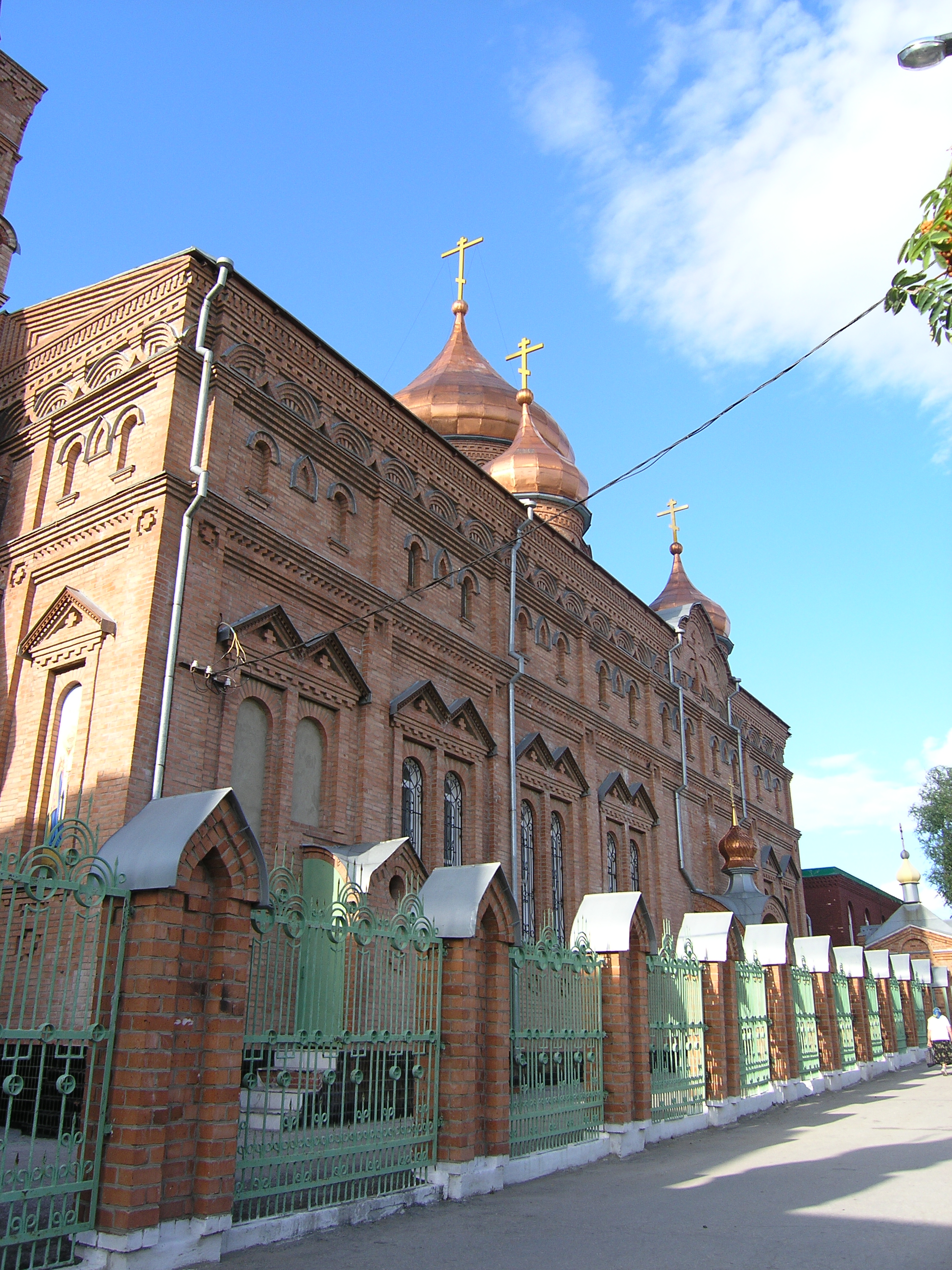
200pxХрам (южная сторона)

Храм Казанской иконы Божией Матери — храм в Тольятти, освящённый во имя Казанской иконы Божией Матери.

## История

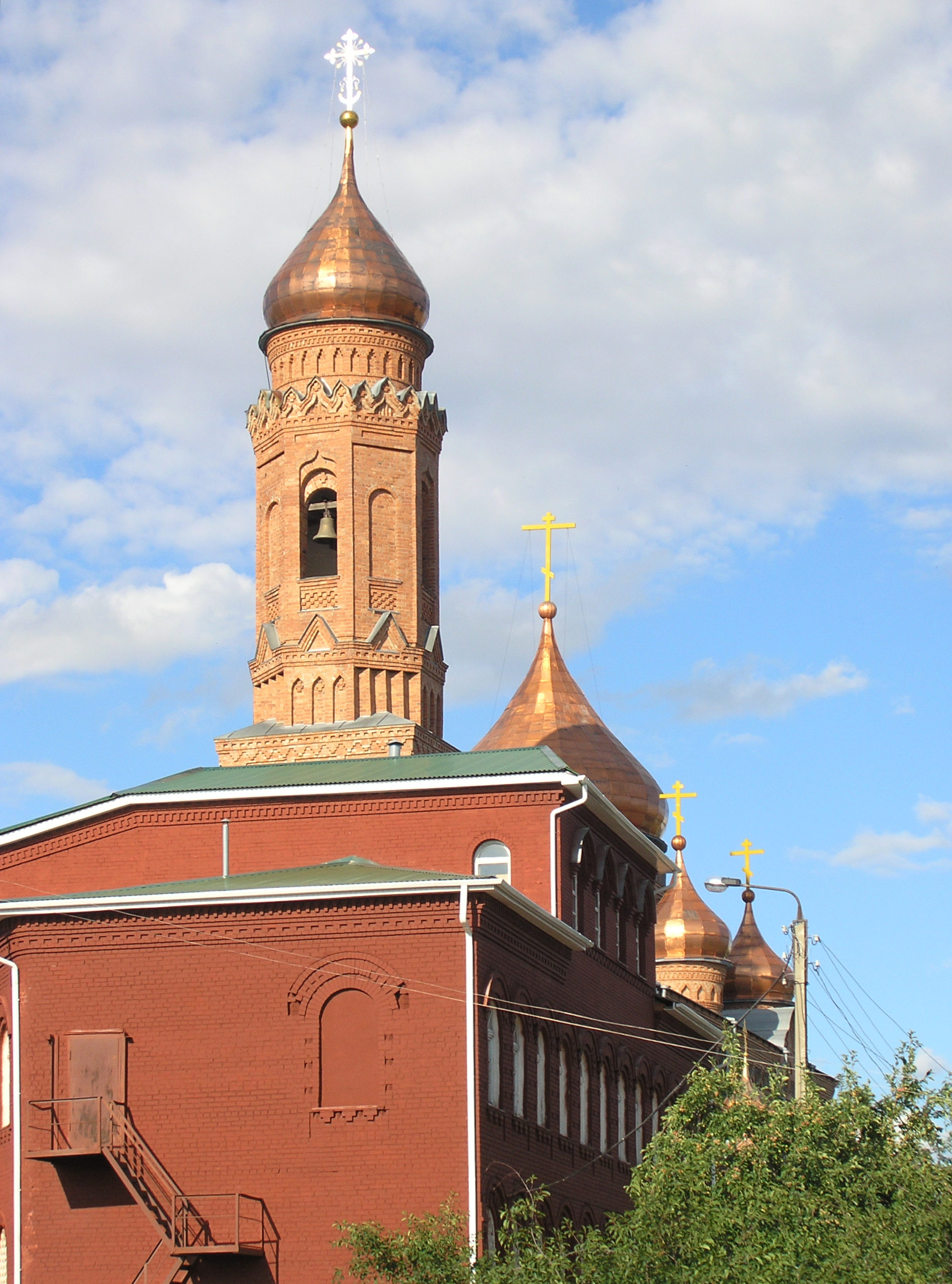
Колокольня

В 1953 году при затоплении города был уничтожен главный храм Ставрополя - Троицкий собор. В перенесённом городе в сентябре 1954 года был выделен участок для строительства молитвенного дома, который вскоре был построен. 15 февраля 1955 года, в Ставрополе, в новом молитвенном доме был освящён престол в честь Казанской иконы Божией Матери. Этот день считается днём рождения Казанского храма.

Отец Гавриил (Бильчук), ныне старейший протоиерей города, рассказывал: 
«Условия службы тогда были очень тяжёлые. В нашем маленьком молитвенном доме по праздникам собиралось много народу и во время службы с потолка и стен капало от духоты, а сами прихожане выходили на улицу как из парной бани…»
В 1960-е годы гонения на церковь усилились. У ворот церкви по воскресным и праздничным дням дежурили комсомольцы, не пропуская людей на богослужения и отговаривая желающих принять крещение.
В конце 1960-х настоятель протоиерей Евгений Зубович добился у местных властей разрешения пристроить колокольню. Молитвенный дом внешне стал напоминать настоящую церковь.
В 1985 году на месте старого молитвенного дома в течение пяти месяцев был построен кирпичный храм. После возведения стен и перекрытий здание освятили, и богослужения в нём шли одновременно с отделочными работами. Великое освящение главного престола в честь Казанской иконы Божией Матери совершил 6 августа 1987 года архиепископ Куйбышевский и Сызранский Иоанн (Снычёв). Придел был освящён во имя святителя Николая
К 1990 году реконструкция продолжилась. Выложили стены, выполненные сложной рельефной кладкой с узорчатым старинным орнаментом. Появилось пять куполов. Построили крестильный зал во имя блаженной Ксении Петербургской. При храме открылась воскресная школа, в которой дети изучают Священное Писание, Закон Божий, церковнославянский язык, церковное пение. Многие воспитанники школы приходят петь на клирос, служат псаломщиками, поступают в духовные заведения, становятся священниками.
Также был построен торговый дом, где прихожане могут купить свечи, церковную утварь, духовную литературу, заказать требы. Была открыта библиотека.
С сентября 1991 года при храме действует Знаменская богадельня, где живут престарелые монахини, инокини и просто бабушки, посвятившие жизнь труду в храме. Со временем возникла необходимость строительства и своей просфорни, так как для прихожан и для богослужений этого храма и вновь открывающихся приходов ежедневно требовалось большое количество просфор.
Многие служители Казанского храма за своё отношение к делу просвещения христиан отмечены наградами Русской православной церкви.

## Деятельность
Службы совершаются ежедневно. По праздничным и воскресным дням совершается две литургии.
В воскресенье вечером читается акафист Божией Матери пред чтимой иконой на распев, а в четверг за вечерним богослужением — Святителю Николаю.

## Престольные праздники
- Казанской иконы Божией Матери - Июль 21 [по н.с.] (Явление иконы Пресвятой Богородицы во граде Казани), Ноябрь 4 [по н.с.] (избавление Москвы и всей России от нашествия поляков в 1612 году)[3]

## Святыни
В храме имеются:
- местночтимая икона Казанской Божией Матери в киоте с левой стороны клироса;
- мощевик с частицами Киево-Печерских угодников — 71 частица;
- мощевик из 61 частицы Оптинских и многих чтимых святых как ранней церкви, так и поздних времён;
- деревянная икона Святителя Митрофана Воронежского с частицей его святых мощей;
- деревянная икона Божией Матери «Неопалимая Купина» с частицей мощей святых Вифлеемских младенцев;
- деревянная икона старца Петра Чагринского с частицей его святых мощей.

## Координаты
Самарская область, Тольятти, проезд Вавиловой, 2.

## Настоятели храма
В разные годы настоятеляи храма были Евгений Зубович, Александр Надеждин, Симеон Сагалаев, Георгий Никитин, Виктор Утехин, Вячеслав Тарасов, Валерий Марченко. В 1984 году настоятелем назначен Николай Манихин, который служит до сих пор.